# شهرستان رضوانشهر
‏
شهرستان رضوانشهر یکی از شهرستان‌های استان گیلان در شمال ایران است. مرکز این شهرستان شهر رضوانشهر است.
این شهرستان در، بین سواحل دریای خزر و رشته کوه‌های تالش قرار دارد و از دو بخش جلگه‌ای و کوهستانی تشکیل شده است. این شهرستان از شمال به دریای خزر و شهرستان طوالش، از غرب به شهرستان خلخال، از جنوب به شهرستان‌های صومعه سرا و ماسال و از شرق با شهرستان بندر انزلی همجوار است.
مرکز شهرستان رضوانشهر در گذشته رضوانده شناخته می‌شد و در تقسیم قبلی نسبت به امروز، بخش رضوانده یکی از سه بخش شهرستان طوالش بود. این شهرستان بعد از تقسیم شهرستان طوالش به سه شهرستان مجزا، ایجاد شد و جاذبه‌های گردشگری فراوانی دارد. آرامگاه تاریخی شاعر و عارف نامدار گیلان و پدر شعر گیلکی؛ پیر شرفشاه دولایی در روستای دارسرا بخش مرکزی رضوانشهر، روستای گردشگری اورماملال، منطقهٔ گردشگری دوران و جاده پونل به خلخال، آبشار ویسادار، سواحل زیبای روستاهای ساحلی تازه آباد، رودسر، خیمه سر، شفارود و نوکنده و بقعهٔ تاریخی امین سلطان غریب بنده ‏ در مرکز شهر، از جاذبه‌های گردشگری، تاریخی و زیارتی شهرستان رضوانشهر می‌باشند.
کارخانه تولید کاغذ به نام شرکت صنایع چوب و کاغذ ایران چوکا نیز در این شهرستان قرار دارد. این کارخانه که زمانی حدود ۷۰ درصد کاغذ کارتن کشور را تولید می‌کرد اکنون دارای وضع نابسامانی است.

## تاریخچه
رضوانشهر در گذشته با نام رضوانده از روستاهای گیل‌دولاب بود. ‏ مشهور بود. ولایات گیل دولاب و طالشدولاب امروزه محدوده شهرستان رضوانشهر قرار دارند. در سال ۱۳۰۳ اولین مدرسه شش کلاسه در رضوانشهر تأسیس شد. رضوانده به روی جاده شوسه شاه عباسی قرار داشت. راه شوسه چهارشنبه بازار-طاهر گوراب-رشت با گذر از رضوانده، رشت و گسگرات را به‌آبادی ساحلی شفارود پیوند می‌داد. پیرامون سال ۱۳۱۵ نیز جاده شوسهٔ بندر انزلی به آستارا ساخته شد و مسیر شاه عباسی رضوانده را در محل کنونی چهارراه رضوانشهر قطع کرد. چهارراه و تقاطعی که به این‌صورت پدید آمد و امروزه نیز به همین نام در میان قدیمی‌ها شهرت دارد تبدیل به مرکز اصلی و تجمع رضوانشهر برای ایست مسافران و حمل بار و بنه و داد و ستد آنان شد. در نتیجه این محل به سرعت پیشرفت کرد و جنبه شهری به خود گرفت. مانند اکثر شهرهای گیلان، بازار هفتگی رضوانشهر چهارشنبه بازار است که با گذر زمان چهارشنبه‌بازار از بیگزادمحله ولایت گیل دولابرضوانشهر به چهارراه و خیابان سردار جنگل منتقل گردید و امروزه در میدان نماز رضوانشهر برگزار می‌شود.

## تقسیمات کشوری
این شهرستان دارای دو بخش شامل بخش مرکزی و بخش پره‌سر و دو شهر رضوانشهر و پره‌سر، و دارای چهار دهستان به نام‌های خوشابر و گیل دولاب، دیناچال، ییلاقی ارده و یک شهرک به نام شهرک ولی عصر چوکا می‌باشد.
- بخش مرکزی شهرستان رضوانشهر
  - دهستان خوشابر
  - دهستان گیل دولاب

شهر: رضوانشهر
- بخش پره‌سر
  - دهستان دیناچال
  - دهستان ییلاقی ارده

شهر: پره‌سر

## جمعیت و مردم
جمعیت شهرستان رضوانشهر بر پایهٔ آمار سال ۱۳۸۵، نزدیک به ۱۳۰ هزار نفر برآورد می‌گردد که با این احتساب ۶/۲ درصد کل جمعیت استان گیلان را دارا می‌باشد. مردم رضوانشهر از اقوام تالش و گیلک هستند و به زبان‌های تالشی و گیلکی صحبت می‌کنند. ‏

## اقتصاد
اقتصاد شهرستان زیبای رضوان‌شهر بر پایه کشاورزی، دامداری است و مردم این شهر که گفته می‌شود مهربان و خونگرم‌اند، از این راه امرارمعاش می‌کنند. مهم‌ترین محصولات کشاورزی رضوانشهر: برنج، گندم، جو و مرکبات است که به صورت سنتی و نیمه سنتی کشت می‌شود. از دیگر فعالیت‌های رایج در منطقه می‌توان به باغداری، تکثیر گیاهان دارویی و زینتی و پرورش ماهیان سردآبی، گرم آبی و خاویاری، به زنبور داری و پرورش کرم ابریشم و توتون کاری اشاره نمود. از نظر صنایع می‌توان کارخانه چوب و کاغذ ایران چوکا که مهم‌ترین کارخانه چوب در سطح خاورمیانه است را نام برد. پرورش دام به دلیل دارا بودن مراتع مناسب (۲۲ هزار هکتار در شهرستان رضوانشهر) از اهمیت ویژه‌ای برخوردار می‌باشد.شهرستان رضوان‌شهر یکی از شهرستانهای استان گیلان در شمال ایران است. مرکز این شهرستان شهر رضوان‌شهر است. این شهرستان در شمال غربی این استان، بین سواحل دریای خزر و رشته کوه‌های تالش قرار دارد و از دو بخش جلگه‌ای و کوهستانی تشکیل شده است. این شهرستان از شمال به دریای خزر و شهرستان تالش، از غرب به شهرستان خلخال، از جنوب به شهرستان‌های صومعه سرا و ماسال و از شرق با شهرستان بندر انزلی مرز مشترک دارد.
مساحت این شهرستان ۷۷۰/۲۹۴ کیلومتر مربع می‌باشد. این شهرستان از نظر ناهمواری به دو منطقه کوهستانی و جلگه ای تقسیم می‌شود تقریباً همه رودخانه‌های شهرستان از منطقه کوهستانی به جلگه سرازیر می‌شود که مهم‌ترین آنها رودخانه دیناچال، شفارود و چافرود است.
شهرستان رضوانشهر در سال ۷۶ از شهرستان تالش منتزع و مستقل گردید که دو بخش مرکزی و پرده‌سر و چهار دهستان، دیناچال، ییلاقی ارده، خوشابر، گیل دو لاب می‌باشد و دارای ۱۱۰ آبادی است که از این تعداد ۱۲ آبادی خالی از سکنه است. مرکز این شهرستان، شهر رضوانشهر است. زبانهای رایج در این شهرستان شامل زبان تالشی و گیلکی است.
جمعیت این شهرستان طبق سرشماری سال ۸۵ بالغ بر ۶۴۵۷۴ نفر می‌باشد.

## جاهای دیدنی
- آرامگاه عارف و شاعر نامدار گیلانی قرن هشتم هجری و پدر شعر گیلکی سید شرفشاه در روستای دارسرا
- سواحل زیبای دریای خزر در تازه آباد، رودسر، خیمه سر، شفارود، نوکنده
- آبشار ویسادار پره سر
- مناطق کوهستانی بِرِن و شاله راه و ارده و زندانه و برزکوه
- بنای تاریخی اسپیه مزگت (مسجد سفید) دیناچال
- خرابه‌های شهرگسگر در روستای هفت دغنان
- گورستان باستانی مینه رو و وسکه
- دژ زرین کول در ییلاق شوشل خوشابر
- گورستان باستانی رفیه رود میانرود
- پل آجری پونل
- خانه تاریخی سردار مقتدر در ییلاق آق مسجد رینه
- آرامگاه سید امین السلطان غریب بنده

## دانشگاه‌ها
- دانشگاه پیام نور رضوانشهر[۱۵]
- دانشگاه تهران، دانشکده فنی کاسپین (رضوانشهر)[۱۶]

## مشاهیر
- پیر شرفشاه دولایی، شاعر قرن هشتم و پدر شعر گیلک
- یاسر بختیاری (یاس)، خواننده رپ فارسی
- قسمت خانی خواننده
- علی عبدلی شاعر و پژوهشگر
- محمد غلامی بازیکن فوتبال
- پژمان نوری بازیکن فوتبال
- دکتر خسرو تحویلداری جراح برتر ارتوپد و دست ایران